# Arkaitz Durán
Arkaitz Durán Aroca (Vitoria, 19 de mayo de 1986) es un ciclista español.
Debutó como profesional en el año 2005 con el equipo Saunier Duval-Prodir. Fue el primer corredor español en dar el salto directamente desde la categoría junior, sin pasar por la amateur.
Es hijo de Benito Durán, que llegó a ser profesional de ruta en 1992 en el equipo Lotus-Festina, pero que realmente destacó en ciclocrós.
En 2012, tras no encontrar equipo con categoría UCI ProTour, se recalificó amateur fichando por el equipo Telco'm-Conor Azysa, y en 2013 fichó por el equipo portugués Efapel-Glassdrive.

## Palmarés
No consiguió victorias como profesional.

## Resultados en Grandes Vueltas y Campeonato del Mundo
Durante su carrera deportiva consiguió los siguientes puestos en las Grandes Vueltas:
| Carrera | Carrera         | 2005 | 2006 | 2007 | 2008 | 2009 | 2010  | 2011 | 2012 | 2013 | 2014 | 2015 |
| ------- | --------------- | ---- | ---- | ---- | ---- | ---- | ----- | ---- | ---- | ---- | ---- | ---- |
|         | Giro de Italia  | —    | —    | —    | —    | —    | —     | —    | —    | —    | —    | —    |
|         | Tour de Francia | —    | —    | —    | —    | —    | 81.º  | —    | —    | —    | —    | —    |
|         | Vuelta a España | —    | —    | Ab.  | —    | 40.º | F. c. | —    | —    | —    | —    | —    |

—: no participa

Ab.: abandono

F. c.: descalificado por "fuera de control"

## Equipos
- Saunier Duval/Scott/Fuji/Footon/Team Geox (2005-2008)
  - Saunier Duval-Prodir (2005-2007)
  - Saunier Duval-Scott (2008) (hasta julio)
  - Scott-American Beef (2008)
  - Fuji-Servetto (2009)
  - Footon-Servetto (2010)
  - Team Geox (2011)
- Azysa-Telco'm-Conor (2012)
- Efapel-Glassdrive (2013)
- OFM-Quinta da Lixa (2014)
- Efapel (2015)